# 全国民主行动协会
全国民主行动协会（羅馬化：Jamʻīyat al-ʻAmal al-Waṭanī al-Dīmuqrāṭī），简称瓦阿德（وعد，Wa'ad）是巴林的一个非法的左翼政党。该党成立于2002年，前身是解放巴林人民阵线，创始人是阿卜杜勒拉赫曼·努阿伊米。2017年6月，该党因被指控与恐怖主义有关而遭到巴林当局取缔。国际特赦组织和巴林人权和民主研究所对此表示批评。国际特赦组织的琳恩·马卢夫表示：“取缔‘瓦阿德’党是对言论自由和结社自由的公然侵犯。”该党是进步联盟的参加者。